# Кріжовани-над-Дудвагом
Кріжовани-над-Дудвагом (словац. Križovany nad Dudváhom) — село, громада округу Трнава, Трнавський край. Кадастрова площа громади — 10.26 км².
Населення 1778 осіб (станом на 31 грудня 2020 року).

## Історія
Кріжовани-над-Дудвагом згадуються 1296 року.

## Населення
| Рік:            | 1994. | 2004.   | 2014.   | 2024.   |
| --------------- | ----- | ------- | ------- | ------- |
| Кількість осіб: | 1763  | 1758    | 1816    | 1797    |
| Різниця:        |       | -0,28 % | +3,29 % | -1,04 % |

| Рік:            | 2023. | 2024.   |
| --------------- | ----- | ------- |
| Кількість осіб: | 1767  | 1797    |
| Різниця:        |       | +1,69 % |